# Українська православна церква в діаспорі
Украї́нська правосла́вна це́рква за кордо́ном (Українська православна церква в діаспорі; англ. The Ukrainian Orthodox Church Abroad, грец. Η Ουκρανική Ορθόδοξη Εκκλησία στο Εξωτερικό) — православна митрополія Вселенського патріархату Константинополя, яка вважалася єдиною монолітною церковною структурою на території Європи, Австралії та Нової Зеландії, Латинської Америки.
УПЦ в діаспорі, разом з Української православної церкви США та Української православної церкви Канади, є прямою спадкоємницею Української автокефальної православної церкви Полікарпа (Сікорського), що була утворена у складі Польської православної церкви після Пінського собору в 1942 році за благословення митрополита Варшавського Діонісія (Велединського).

## Історія

### Заснування
Українська православна церква в діаспорі є спадкоємницею УАПЦ, котра була створена у складі Польської автокефальної православної церкви, і діяла під час німецької окупації України у 1941—1944 роках. Її очолював митрополит Луцький Полікарп (Сікорський). УАПЦ підпорядковувалася Польській православній церкві і її предстоятелю митрополиту Варшавському Діонісію (Валединському) і де-юре не була автокефальною (слово «автокефальна» у назві спершу просто вказувало на автокефальну Польську церкву, яка протиставлялася РПЦ та її тодішнім структурам в Україні), хоча і планувала згодом отримати повноцінну і визнану автокефалію.

### Висвячення ієрархії
Митрополит Діонісій у своєму меморандумі до німецької цивільної влади від 15 липня 1942 висловив позицію, що Польська православна церква, яка отримала автокефалію від Вселенського патріарха, є канонічною спадкоємницею давньої Київської митрополії Константинопольського патріархату до 1686 року, коли та була неканонічно підпорядкована Московському патріархату, тож він має підстави для відновлення православної української ієрархії на звільнених німцями землях. Так була заснована нова УАПЦ (яка не мала зв’язку з канонічно ізольованою УАПЦ Василя Липківського, котра діяла в 1919-1937 роках) і для неї ієрархією Польської православної церкви були висвячені нові єпископи.

Професор і доктор теології Фрідріх Геєр, директор семінару конфесійних студій при гейдельберзькому університеті, свідок подій того часу, розповідає: 
«Коли німецькі війська 1941 року зайняли українську столицю Київ, необхідним стало зайняти найважливішу єпископську катедру України, Київську, і тим самим відновити тяглість історії української національної Церкви там, де вона була перервана 1686 року підпорядкуванням цієї Церкви Московському Патріархату. Синод Єпископів української Церкви, нещодавно конституйований з апробатою Варшавського Митрополита Діонісія, на своїй сесії у Пінську 8 лютого 1942 р. спинився на (кандидатурі — прим. перекладача) Архієпископа Ніканора Абрамовича, котрий ще того самого дня прийняв монаший постриг і був піднесений до сану архімандрита. Вже наступного дня новий архімандрит, з благословення Митрополита Діонісія, перебуваючи у його юрисдикції, був висвячений на єпископа трьома єпсикопами Синоду — Полікарпом Луцьким, Александром Пінським та Юрієм Брестським — згідно з канонами православної Церкви.» (Див. «Wandlungen in der ukrainischen autokephalen orthodoxen Kirche»

### Еміграція
Восени 1944 року до Німеччини прибули дванадцять єпископів УАПЦ і розпочали організовувати там церковне життя. Митрополит Полікарп (Сікорський), котрий влітку 1945 року перебував біля Ганноверу, скликав першу нараду єпископів, що відбулася 16 липня 1945 року у Бад Кіссінґені. На ній було прийнято постанову надалі діяти як ієрархічний орган Української автокефальної православної церкви на еміграції.
Влітку 1949 року УАПЦ в діаспорі нараховувала коло 60 парафій, 20 000 вірних, 127 священників та 20 дияконів. У Мюнхені існували Богословський Науковий Інститут та Богословсько-педагогічна академія, де викладали видатні українські науковці й богослови. Однак Німеччина була для багатьох втікачів лише переходовою станцією. Гнані сталінським терором, злиднями та нещастями, починаючи з 1948 року, тисячі українських втікачів шукали притулку на Заході: в США, Канаді, Австралії, Новій Зеландії, Південній Америці. У зв'язку з переселенням православних українців з Німеччини у 1946-1951 роках, емігрувала і більша частина єпископів і духівництва. З ієрархії УАПЦ в діаспорі у Європі залишилися тільки митрополит Полікарп (Сікорський) у Франції з осідком у Ольне-су-Буа під Парижем (від травня 1950 року, до того перебував у Німеччині в українських таборах Гронау і Гайденау) та архієпископ Никанор (Абрамович) у Карлсруе.
Під безпосередньою духовною опікою митрополита Полікарпа залишилися церковні осередки УАПЦ у Франції, Бельгії, Великій Британії, Австрії, Австралії й інших заокеанських країнах. Архієпископ Никанор керував усіма парафіями у Німеччині. На церковному Соборі УАПЦ в Парижі 15-16 вересня 1952 року за його велику працю для УАПЦ архієпископ Никанор був піднесений до сану митрополита і обраний на заступника предстоятеля УАПЦ. Митрополиту Полікарпу за його великі заслуги перед УАПЦ Собор надав титул «Його Блаженство, Блаженніший Митрополит Полікарп»
Після смерті митрополита Полікарпа 22 жовтня 1953 року архієпископ Никанор приступив до керування УАПЦ. 28 жовтня того ж року в Парижі відбувся Надзвичайний архієрейський собор УАПЦ, на котрому митрополит Никанор був обраний предстоятелем УАПЦ в діаспорі.
Це обрання Никанора на становище предстоятеля УАПЦ було схвалено на Першому Соборі Митрополії УАПЦ (фактично — помісному соборі духовенства і мирян), що відбувся 16-18 грудня 1956 року у Карлсруе. На Соборі було прийнято Статут УАПЦ, обрані керівні органи й на заступника митрополита призначено архієпископа Мстислава (Скрипника). Заслуговує на увагу доповідь прот. Демида Бурка з Німеччини «Проблеми УАПЦ на чужині», виголошена під час роботи Собору, у якій він окреслив найбільші проблеми церкви протягом 10 років існування в діаспорі, а саме: єдність церкви, питання автокефалії, національність та соборний устрій церкви.
Після смерті митрополита Никанора 21 березня 1969 року відбувся Надзвичайний 4-ий Собор УАПЦ 12-14 вересня 1969 року в Оттобрунні поблизу Мюнхена, де владика Мстислав, архієпископ Нью-Йоркський, колишній єпископ Переяславський і вікарій Митрополита Київського, був обраний предстоятелем УАПЦ в діаспорі.
5-ий Собор УАПЦ відбувся у Лондоні 22-24 вересня 1978 року за участю митрополита Мстислава і архієпископа Ореста (Іванюка), та вніс важливі зміни до статуту УАПЦ (Детальніше: Жуковський А. П'ятдесятиріччя УАПЦ на еміграції – спроба перегляду й оцінки // Український церковно-визвольний рух і утворення української автокефальної православної церкви: матеріали наукової конференції (Київ, 12 жовтня 1996 р.) / [ред. А. Зінченко]. – К. : Логос, 1997. – С. 183–195).
У травні 1981 р. нововисвячений єпископ Анатолій (Дублянський) затверджений єпископом Лондонським і Західноєвропейським (з резиденцією при його парафії у м. Новий Ульм в Німеччині).
В серпні того ж року адміністрація парафій УАПЦ у Великій Британії була піднесена до рівня єпархії, і єпископ Дублянський був уведений на лондонський престол.
6-ий Собору УАПЦ відбувся в Лондоні в днях 27-29 травня 1983 року. Загалом у роботі Собору взяло участь 56 осіб, серед яких два єпископи, 16 представників духовенства, 38 делегатів-мирян з Європи та Австралії. Владика вказав на нестачу духовенства та єпископів УАПЦ, яка складалася з чотирьох єпархій: Західноєвропейської з кафедрою в Парижі, Великобританської з кафедрою в Лондоні, Австралійсько-Новозеландської з кафедрою в Сіднеї та Південноамериканської з кафедрою в м. Куритиба (Бразилія). В неділю 29 травня, під час Урочистої Божественної Літургії в Катедральному Соборі Преображенія Господнього, висвячено архімандрита Володимира (Дідовича) на єпископа Лондонського, а також владика Митрополит Мстислав підвищив висвяченого у 1981 р. єпископа Лондонського та вікарія митрополита УАПЦ для Західної Європи Анатолія (Дублянського) до сану Архиєпископа, з титулом Паризького й Західноєвропейського. Фактично, було утворене окреме Західноєвропейське архієпископство УАПЦ у віданні Митрополії УПЦ під загальним керівництвом Мстислава.
Владика Мстислав помер 11 червня 1993 року.
7-ий собор Митрополії УАПЦ в діаспорі було проведено з 7 по 10 квітня 1994 року при Соборі Святого Архистратига Михаїла у Ґенці в Бельгії, владика Константин (Баган) був обраний предстоятелем УАПЦ в діаспорі з наданням йому титулу «Блаженніший Митрополит Української Автокефальної Православної Церкви в Діаспорі». Архієпископа Анатолія (Дублянського), який проживав у Німеччині, призначили його заступником, та піднесли до сану митрополита з титулом "Паризького і Західноєвропейського". Митрополича рада та консисторія розмістилися у головних парафіях УАПЦ, найбільших за чисельністю українських вірних: у Парижі (кафедральному місті Паризько-Західноєвропейської єпархії УАПЦ), де впливовим активістом та ідеологом УАПЦ був мирянин Аркадій Жуковський, та у Лондоні, де мешкав єпископ Іоанн (Деревянка). Зусиллями остатннього, при кафедральному Преображенському соборі УАПЦ у Лондоні замість раніше існуючого єпархіального вісника "Відомості єпархіяльного управління УАПЦ у Великій Британії", став видаватися журнал з новою назвою: "Відомості Митрополії УАПЦ у діяспорі й єпархіяльного управління у Великій Британії" (за 1994-2011 роки випущено 50 номерів).

### Під омофором Вселенського патріархату Константинополя
У 1990-х роках розпочався процес врегулювання канонічного статусу УАПЦ в діаспорі шляхом її поступового входження у юрисдикцію Константинопольського патріархату.
Першою була визнана Українська православна церква Канади і від квітня 1990 року вона перебуває під омофором Вселенського патріархату як самостійна адміністративна одиниця.
У Неділю Православ'я 12 березня 1995 Патріарх Варфоломій I ствердив прийняття усіх православних українців у діаспорі під його юрисдикцію. Українська православна церква США була виділена в окрему самостійну адміністративну одиницю, а решта православних українських парафій, тобто УПЦ в діаспорі, були підпорядковані предстоятелю Української православної церкви США — митрополиту Константину, та очолюваній ним митрополії. Таким чином було відновлено історичний зв'язок із Вселенським патріархатом . З цього часу Українська православна церква в діаспорі у цілому перебуває у канонічній і євхаристичній єдності з Вселенським Константинопольським патріархатом і тим самим з усіма канонічними автокефальними православними помісними церквами.
Через незгоду з приєднанням до юрисдикції Вселенського патріархату, вийшов зі складу Ради Митрополії УАПЦ у 1995 р. парафіянин церкви св. Симона Зилота у Парижі, та діяч ОУН Жуковський Аркадій Іларіонович, який відтоді був прихильником Української православної церкви Київського патріархату.
8-ий собор Митрополії УАПЦ в діаспорі було проведено 24-26 вересня 1999 року в місті Генк. У Соборі взяли участь єпископи, духовенство та миряни західно-європейських країн: Сполученого Королівства, Франції, Німеччини та Бельгії, а також з Австралії, Північної та Південної Америки. Собор був скликаний через 2 роки після упокоєння в Бозі правлячого архієрея УАПЦ для Західної Європи, митрополита Созопольського Анатолія (Дублянського) у жовтні 1997 року в місті Новому Ульмі, Німеччина. На місце Владики Анатолія був призначений керуючий з 1991 року Лондонсько-Великобританською єпархією єпископ Іоан, піднесений у сан архиєпископа, і тоді ж його юрисдикцію поширено на Паризько-Західноєвропейську єпархію. У 2000 році юрисдикцію Іоанна поширено також на Австралійсько-Новозеландську єпархію УАПЦ, якою раніше керував Антоній (Щерба).
20-23 жовтня 2005 року в Лондоні було проведено 9-ий Собор Митрополії УАПЦ в діаспорі, який митрополит Костянтин (Баган) не став відвідувати. Цим собором був рекомендований на посаду правлячого єпископа Лондонсько-Західноєвропейської єпархії УАПЦ ігумен Андрій (Пешко), ставленик єпископа Чиказького Всеволода (Майданського), якого возвели 21 жовтня 2005 р. під час Божественної Літургії в Свято-Преображенському кафедральному соборі м. Лондон (Англія) в сан архімандрита. 22 листопада 2005 р. Вселенський Патріарх Варфоломей І і Священний Синод Константинопольської Патріархії одноголосно обрав архімандрита Андрія на Єпископа УПЦ в Діаспорі з титулом Єпископ Кратійський, а 13 грудня пройшла його архієрейська хіротонія. У 2005-2008 роках Андрій (Пешко) служив правлячим єпископом Лондонсько-Західноєвропейської єпархії УАПЦ в діаспорі з титулом "єпископ Кратійський", але пізніше був переведений в Канаду. Причиною переведення були його конфлікти з місцевим духовенством, зокрема — Андрій ставив під сумнів деякі постанови 9-го собору, та намагався припинити діяльність Митрополії УАПЦ в діаспорі, як окремої церковно-адміністративної одиниці з тимчасовим центром у Лондоні (що було встановлено у 1994 р. постановами 7-ого Собору), з наміром повного приєднання її до УПЦ США під керівництвом митрополита Костянтина. При ньому було заморожено діяльність таких інституцій митрополії, як Рада Митрополії, Митрополича Консисторія, церковний суд, статутова Комісія, референтура молоді, контрольна комісія, що згодом констатував 10-ий собор. Через таку лінію, проти єпископа Андрія виступили керуючий парафіями УАПЦ у Німеччині прот. Анфір Остапчук, та керуючий парафіями УАПЦ у Франції та Бельгії прот. Борис Хайневський.
10-ий Собор Митрополії УАПЦ в Діаспорі, що складається з Паризько-Західноєвропейської, Великобританської й Австралійсько-Новозеландської Єпархій, 28-30 жовтня 2010 року було проведено в храмі святого Апостола Симона Зилота (Париж); На ньому було прийнято звіт та відмову від керівництва Лондонсько-Західноєвропейської єпархії єпископа Кратійського Андрія, після чого керівництво єпархією, а також посаду голови Консисторії при Митрополії УАПЦ в діаспорі було знову доручено виконувати єпископу Іоанну (Деревянкові). Вказаний Собор закликав православну молодь, зокрема студентів "студіювати богослов’я в семінаріях Української православної церкви США та Української православної церкви Канади, щоб зміцнити нашу митрополію новими священиками". Десятий Собор вирішив створити для митрополії вебсайт і бюджет митрополії, який може бути вжитий тільки на підготовку наступного собору і утримання вебсайту.
За даними журналу "Відомості Митрополії УАПЦ у діяспорі й єпархії у Великій Британії" (2011, №1), цей же 10-ий Собор Митрополії Української Автокефальної Православної Церкви в Діаспорі, що складається з Західно-Європейської, Великобританської й Австралійсько-Новозеландської Єпархій, фактично не був представницьким у повному складі: адже митрополит Костянтин (Баган) принципово проігнорував його, не направивши туди свого представника, через непорозуміння з архиєпископом Іоанном (Деревянком) з певних кадрово-адміністративних питань; натомість, Костянтин спеціально провів у тих же самих числах, 27-31 жовтня 2010 року у м. Саут-Баунд-Брук свій регулярний 19-ий собор Української православної церкви США. За благословенням владики Іоанна, на Паризькому соборі обрано керівні структури при Митрополії діаспори: у Митрополичу Раду, яку залишився очолювати Блаженніший Митрополит Константин, були включені архиєпископ Іоан, митр. прот. Борис Хайневський (Франція), Маркіян Остапчук (Німеччина), Олександр Смоктунович (Німеччина). Оновлено склад і обрані у Митрополичу Консисторію: архиєпископ Іоан (голова), прот. Богдан Матвійчук (Велика Британія), митр. прот. Валентин Смоктунович (Німеччина), Микола Деревінський (Англія), інженер Петро Микитенко (Франція).
Наприкінці 2015 року православна церква з самостійною митрополією для всієї української діаспори Західної Європи та Астралії фактично перестала бути єдиною монолітною структурою, з часу проведення у м. Мюнхен останнього, 11-ого собору УАПЦ в діаспорі — саме у цей період з'явилася остання новина, присвячена вказаній події, на офіційному сайті uaoc-diaspora.com, який у 2022 році перестав функціонувати. Цей собор проходив 30-31 жовтня 2015 року в Петропавлівському храмі м. Мюнхен, на ньому головував митрополит Антоній (Щерба), який титулувався "Первоієрархом УПЦ США та місцеблюстителем Митрополії УАПЦ в діаспорі". Собор проголосував за його обрання митрополитом УАПЦ в діаспорі. Одночасно, було направлено офіційний лист від собору Вселенському патріарху Варфоломію I з проханням включити ім'я Високопреосвященнішого Митрополита Антонія в Диптихи Святої Православної Церкви, саме як окремого "митрополита українських православних парафіяльних громад в діаспорі", а єпископа Даниїла (Зелінського) затвердити вікарієм останнього для українських парафій Західної Європи.
Очевидно, позитивна реакція Варфоломія І на цей лист не послідувала, і окрему національну українську православну юрисдикцію для парафій діаспори затверджено не було. Відповідно, нереалізованою залишилася ще одна пропозиція собору: "переглянути і внести проєкт Статуту Митрополії УАПЦ в діяспорі й представити зміни на рішення наступному Соборі". Наступного собору так і не відбулося.
У цей же період перестав видаватися у м. Лондон офіційний орган УАПЦ в діаспорі — журнал "Відомості Митрополії УАПЦ у діяспорі й єпархії у Великій Британії", останнім видавцем і редактором якого був священник Богдан Матвійчук.
Очевидно, що з того часу наступні спільні собори духовенства та вірних цієї структури для всієї сукупності закордонних українських єпархій не проводилися, а мова йшла лише про буденні єпархіальні наради, а також про місцеві собори єпархій Митрополії УПЦ США, яких до цього часу відбулося 22.
Остаточно внутрішнє розшарування цієї церковної юрисдикції відбулося в 2016 році. Внаслідок рішень, прийнятих на 18-му черговому Соборі Української Автокефальної Православної Церкви (Вселенського Патріархату) в Австралії та Новій Зеландії, проведеному у м. Сідней 9-10 липня 2016 року, було внесено три суттєві зміни. По-перше, проживаючий у Бельгії архієпископ Парнаський Іоанн (Дерев’янка) попросив митрополита Антонія (Щербу), старшого за хіротонією та найвищого за саном архієрея серед українського єпископату діаспори, про своє звільнення від виконання єпископських обов’язків щодо парафій Австралії та Нової Зеландії через погіршення здоров’я, і це прохання з боку собору було задоволено. По-друге, першоієрарх Української Православної Церкви в Нью-Джерсі (США) митрополит Антоній (Щерба) взяв на себе пряму єпископську відповідальність за Церкву в Австралії та Новій Зеландії. По-третє, щоб уникнути плутанини з неканонічною церквою, яка має таку ж назву в Україні, було прийнято рішення змінити назву з "Української Автокефальної Православної Церкви Австралії та Нової Зеландії" на "Українську Православну Церкву в Австралії".
У цей же період, 24 липня 2016 року проживаючий у США єпископ з титулом "Памфільський" Даниїл Зелінський отримав від митрополита Антонія (Щерби) призначення на посаду керуючого Українською єпархією Західної Європи.
Результатом такого розшарування, розпорошення в середовищі духовенства колишщньої УПЦ діаспори, а також припинення висвяти нових єпископів для окремих раніше існуючих українських єпархій УПЦ діаспори (Австралійсько-Новозеландської, Лондонсько-Західноєвропейської) стала нова хвиля переходів духовенства до УПЦ-КП, а також децентралізація єпархіальних управлінь — зокрема, у Західній Європі, та в Астралії, що призвело до певної дезорганізації.
Зокрема, фактичним керівником Лондонсько-Західноєвропейської єпархії став священник Богдан Матвійчук, 1951 року народження, настоятель храму у м. Рочдейл (Велика Британія), обраний у листопаді 2009 року за благословенням Іоанна (Деревянки) головою Консисторії УАПЦ у Великій Британії. Також Матвійчук з 2002 року працює директором створеної у м. Рочдейл компанії "Malthouse Management Services Ltd". Другою особою в єпархії залишається брат Іоанна (Деревянки) — священник Віталій Деревянка, 1941 року народження, який з 2000 року служить настоятелем Михаїло-Архангельської парафії у м. Генк (провінція Лімбург, Бельгія).
Також фактичним керівником Австралійсько-Новозеландської єпархії у 2016 році став священник Михайло Соломко, настоятель Миколаївської парафії в м. Канберра, обраний на 18-му єпархіальному соборі в липні 2016 року новим головою Консисторії УАПЦ у Австралії (замість увільненого протопресвітера Миколи Сердюка), він же паралельно працює директором похоронної фірми та адміністратором українського культурного центру Канберри. Його заступником став Жуківський Анатолій Анатолійович, син Анатолія Кабайди-Жуківського (1912-1998), засновника та першого старости парафії УАПЦ у м. Канберра.
У обох вказаних єпархіях відбувається асиміляція української діаспори, в ряді храмів богослужіння переходить з української на англійську мову (передусім, у Великій Британії та в Австралії).
Але найбільша асиміляція за останні 30 років відбулася у Південноамериканській українській єпархії, яку після звільнення на пенсію першого керівника єпархії, єпископа Курітібського та Південноамериканського Паїсія (Іващука) у 1993 р. очолив єпископ Єремія (Ференс), прийнятий у 1995 р. до складу Константинопольського Патріархату. Зокрема, у Бразилії майже всі українські церкви перейшли на португальську мову богослужінь. З метою їх португальської асиміляції, за розпорядженням єпископа Єремії було видано (в перекладі португальською мовою) «Служебник», «Молитовник», «Требник», «Часослов», «Молебень до Св. Архистратига Михаїла» та «Акафист до Пресв. Богоматері». Протестуючий проти цього проукраїнський священник Микола Милусь з Куритиби був звільнений з посади віце-президента Консисторії єпархії, новим віце-президентом став португальськомовний священник Педро Блахехен, а секретарем став священник Венцеслав Франціско Крокош, також неукраїнець; президентом консисторії впродовж десятиліть залишається сам Єремія. Єдиним українським священиком в оточенні Єремії залишається Павло Гулевич, також з Курітіби.
Через авторитарну лінію управління з боку єпископа Єремії, а також через розгорнутий ним процес денаціоналізації, частина парафій УАПЦ в Південній Америці перейшла в так звану "УАПЦ-Соборноправну Північної та Південної Америк" (виникла у 1947 році в Німеччині, як Соборноправна українська автокефальна православна церква), центр якої знаходиться у США (з 2005 року більшість парафій вказаної конфесії було юридично оформлено під назвою Українська автокефальна православна церква канонічна); зокрема, саме за рахунок нових приєднань священників та вірних утворилися єпархії останньої конфесії у Бразилії та Колумбії.
У Аргентині частину колишніх парафій УАПЦ перейняв з юрисдикції Єремії, за згодою останнього, проживаючий у Буенос-Айресі єпископ Патарський константинопольської юрисдикції Йосиф (Босх). Лише адміністратор Південноамериканської української єпархії у Республіці Парагвай, священник Павло Лісничук продовжує зберігати український характер своїх парафій.
З утворенням Православної церкви України всі закордонні парафії колишньої Української православної церкви Київського патріархату перейшли під юрисдикцію Вселенського патріархату, а отже приєднатися до Української православної церкви в діаспорі, Української православної церкви США або Української православної церкви Канади.
Українська православна церква закордоном становить тепер самостійну гілку її історичної матірної церкви — Київської митрополії. Єпископат Української православної церкви закордоном об'єднаний у «Постійній конференції українських православних єпископів поза межами України».

#### Собор 2024 року
2-4 лютого 2024 року у Мюнхені відбувся 12-й Собор Української православної церкви у діаспорі, участь у якому взяли 41 делегат — 22 ієреї та 19 мирян. Більшість учасників були з німецьких парафій, але долучились також делегації з Бельгії, Франції та навіть Австралії. Очолили Собор митрополит Української православної церкви США та у діаспорі Антоній (Щерба) та архиєпископ УПЦ у діаспорі у Західній Європі Даніїл (Зелинський).
На Соборі була обговорена поточна ситуація та перспективи світового православʼя та його українського сегменту. Був затверджений новий титул Першоієрарха — з "митрополита УАПЦ Київського та Всієї України" владика Антоній перетворився на "Митрополита УПЦ за кордоном", за разом і назва самої Церкви — з "УПЦ (кол. УАПЦ) у діаспорі" на "УПЦ за кордоном (УПЦ у діаспорі)".
Варто відзначити, що першою на таку зміну в назві пішла у 2016 році колишня Австралійсько-Новозеландська єпархія УАПЦ.

## Структура
Історично до Української православної церкви в діаспорі входили Українська православна церква США та Українська православна церква Канади, але наразі вони є окремими структурами, тоді як УПЦ в діаспорі теж усвідомлює себе окремо.
До неї належало:
- В Австралії діяло 10 парафій та 1 місія.[15]
- У Сполученому Королівстві діяло на 2013 рік 8 парафій.[16]
- У Німеччині діяли 8 парафій.[17]
- У Франції діяли 2 парафії.[18]
- У Бельгії діяли 2 парафії.[19]

Координація діяльності українських структур в еміграції відбувається через постійну конференцію українських православних єпископів поза межами України.

### Єпархії
Єпархії, які не входять до Української православної церкви США чи Української православної церкви Канади:
- Лондонська і Західноєвропейська єпархія, в/о керуючого — Даниїл (Зелінський), архієпископ Памфільський, керуючий Західною єпархією Української православної церкви США;
- Австралійська і Новозеландська єпархія, в/о керуючого — Антоній (Щерба), митрополит Ієрапольський, предстоятель Української православної церкви США;
- Бразильська і Південноамериканська єпархія, керуючий — Єремія (Ференс), архієпископ Аспендський

Статус цих єпархій невизначений. На сайті Вселенського патріарху вони не вважаються окремими єпархіями.
Також Іспанська і Португальська митрополія Константинопольського патріархату складається переважно з українців, і багато її священства є вихідцями з УПЦ в діаспорі, тож її теж можна вважати «українською» єпархією.

## Ієрархія

### Предстоятелі
- Полікарп (Сікорський), митрополит Луцький (1945-1953);
- Никанор (Абрамович), митрополит Київський (1953-1969);
- Мстислав (Скрипник), митрополит Нью-Йоркський (1969-1993);
- Константин (Баган), митрополит Чиказький, предстоятель УПЦ США (в/о, 1993-2012);
- Антоній (Щерба), митрополит Ієрапольський, предстоятель УПЦ США (в/о, 2012-нині).

### Єпископат
Єпископи, які не входять до Української православної церкви США чи Української православної церкви Канади:
- Паїсій (Іващук);
- Єремія (Ференс), архієпископ Аспендський, керуючий Південноамериканською єпархією.

## Парафії
У 2010 році УПЦ в діаспорі налічувала 31 парафію, у яких служили 19 священників. Згодом частина парафій перейшли до Української православної церкви Київського патріархату, але після входження останньої у 2018 році до Православної церкви України, яка не має юрисдикції за межами України, усі західноєвропейські парафії УПЦ КП перейшли в юрисдикцію УПЦ в діаспорі. Ті парафії, які цього не зроблили, залишаються в повній канонічній ізоляції.